# Dansk Julemands Laug
Dansk Julemands Laug er en dansk forening, hvis medlemmer er professionelle julemænd. Den blev grundlagt i juli 1994. For at blive medlem skal man ifølge foreningens vedtægter have et gyldigt CVR-nummer.
Siden 1999 har Dansk Julemands Laug kåret “Årets juleby” 11 gange. Seneste gang var i 2016, hvor Aalborg havde besøg af laugets medlemmer.
I samarbejde med Dyrehavsbakken arrangere Dansk Julemands Laug hvert år i juli måned Julemændenes verdenskongres.
Den 22. juli 2007 blev Dansk Julemands Laugs Tingsted indviet på Dyrehavsbakken. Her har alle medlemmer sin egen træstub med navneskilt på. I det lille røde hus på pladsen, kan julemanden træffes hver søndag i børnenes sommerferie.

## Kritik og ny forening
I 2017 blev Dansk Julemands Laug kritiseret for at være topstyret. Der var også en forslag på generalforsamlingen om, at der ikke skulle optages flere nye kvindelige medlemmer. Dette resulterede i, at flere meldte sig ud af foreningen, og stiftede en ny med navnet “Julemænd, Nissemødre og Nisser”.